# 羅蛺蝶屬
羅蛺蝶屬（學名：Rohana）是閃蛺蝶亞科裡的一個屬。物種主要分佈於東洋區。